# ستيفن كينت
ستيفن كينت (بالإنجليزية: Steven Kent)‏ هو سباح نيوزلندي، ولد في 3 يناير 1988.

## وصلات خارجية
- ستيفن كينت على موقع الاتحاد الدولي للسباحة (الإنجليزية)
- ستيفن كينت على موقع اللجنة الأولمبية الدولية (الإنجليزية)
- ستيفن كينت على موقع أوليمبيديا (الإنجليزية)
- ستيفن كينت على موقع اللجنة الأولمبية النيوزيلندية (الإنجليزية)